# Gesellschaft für Textil- und Lederverwertung
Die Gesellschaft für Textil- und Lederverwertung mbH, kurz Texled, war ein deutsches Unternehmen der Waffen-SS zur Zeit des Nationalsozialismus. Es unterhielt im KZ Ravensbrück Werkstätten, in denen weibliche KZ-Häftlinge durch Herstellung von Textilien Zwangsarbeit verrichten mussten. 1944 erfolgte die Umbenennung in Deutsche Textil und Bekleidungswerke GmbH.

## Gründung und Organisation
Die Texled wurde am 21. Juni 1940 mit Gesellschaftsvertrag durch die SS-Brigadeführer August Frank und Georg Lörner in Berlin-Lichterfelde gegründet. Unternehmenssitz war zunächst Dachau, ab Oktober 1943 Berlin. Die Texled war Teil der Deutschen Wirtschaftsbetriebe GmbH, dem Zusammenschluss der SS-Betriebe unter der Leitung Oswald Pohls. Nach einer Veränderung des Gesellschaftsvertrages wurde die Texled am 4. Juli 1944 in Deutsche Textil und Bekleidungswerke GmbH umbenannt.
Geschäftsführer waren von Beginn an bis zum Ende des Zweiten Weltkrieges für kaufmännische Belange Fritz Lechler und für technische Angelegenheiten Felix Krug. Für Rechtsangelegenheiten war Helmut Fricke zuständig, welcher der Geschäftsführung bis Ende September 1943 angehörte.
Die Texled war verpflichtet, die Versuchsbetriebe (Schneiderei und Schuhmacherei) der allgemeinen SS in Dachau kurzzeitig zu übernehmen und an das Bekleidungswerk der Waffen-SS zu überführen, was am 1. Oktober 1940 geschah. Von diesem Zeitpunkt an bis zum Kriegsende verfügte die Texled nur noch über den Produktionsstandort im KZ Ravensbrück, der sich im so genannten Industriehof befand. Die Texled wurde schließlich Zulieferbetrieb für die Bekleidungswerke der Waffen-SS in Dachau, die auch einziger Abnehmer der Produkte von Texled waren. Die Texled war einer der wenigen SS-Betriebe, die profitabel arbeiteten.

## Texled im KZ Ravensbrück
Bereits im Dezember 1939 wurde im KZ Ravensbrück mit der Textilproduktion begonnen. Die dortigen Betriebsstätten, eine Stickerei und eine Schneiderei, wurden von der Texled im Juni 1940 übernommen. Die ebenfalls im KZ Ravensbrück befindliche Rohrmattenflechterei der Deutschen Ausrüstungswerke ging ebenfalls in den Besitz der Texled über. Im Industriehof wurden hauptsächlich „Ausrüstungs- und Bedarfsgegenstände militärischer und ziviler Art vornehmlich aus Textilien und Leder“ hergestellt.
Werksdirektor des Industriehofes im KZ Ravensbrück war durchgehend der dortige Lagerkommandant des KZ Ravensbrück Fritz Suhren. Werksleiter im Industriehof war von Juni 1940 bis April 1945 Friedrich Opitz und Betriebsleiter bis Anfang 1945 Hans Kollmeier, dem in dieser Funktion Erich Schindler nachfolgte. Die Schneiderei wurde von Joseph Graf geleitet, dessen Vertreter Gustav Binder war.
Der Industriehof im KZ Ravensbrück umfasste 1944 eine Verwaltung, mehrere Schneidereien, eine Weberei, Spinnerei, Rohrmattenflechterei und Schuhmacherwerkstatt, Hilfsbetriebe sowie eine Kürschnerei. Der Industriehof wurde bis 1945 immer mehr erweitert. Weibliche KZ-Häftlinge wurden in die Arbeit mit den Nähmaschinen und weiteren Apparaturen eingewiesen und waren daher nicht ohne weiteres austauschbar. Im bis zu zwölfstündigen Schichtbetrieb mussten die weibliche Häftlinge tagsüber und auch nachts in der Schneiderei zunächst KZ-Häftlingskleidung herstellen. Der Anteil der Häftlingsbekleidungsproduktion verschob sich jedoch mit der Zeit zuungunsten der Produktion von Uniformteilen für die Waffen-SS, bis 1943 die Produktion von KZ-Häftlingskleidung ganz eingestellt wurde. Die Anzahl der im Industriehof eingesetzten Häftlinge stieg von 141 im Juli 1940 auf einen Höchststand von etwa 5000 im September 1942 und sank danach wieder ab. Die weiblichen KZ-Häftlinge erhielten nur unzureichende Essensrationen und waren Misshandlungen und Schikanen ausgesetzt, insbesondere wenn sie das fast unmögliche Produktionssoll nicht erreichten.

## Film
- Blutiger Boden, reiche Gewinne. Die Wirtschaftsmacht der SS, Dokumentarfilm, 52 min, ORF/3sat/Hengster Filmproduktion 2023, Buch und Regie: Andreas Kurz.